# Кенет Боулдинг
Кенет Юърт Бо̀улдинг (на английски: Kenneth Ewart Boulding, /ˈboʊldɪŋ/) е английско-американски икономист и философ.
Роден е на 18 януари 1910 година в Ливърпул в работническо семейство на методисти, но самият той през целия си живот е активен квакер. С различни стипендии учи икономика в Оксфордския, Чикагския и Харвардския университет, след което преподава няколко години в Единбургския университет, а през 1937 година се премества в Съединените щати. Активен пацифист, Боулдинг работи в областта на икономиката, но също и на социологията и на области като общата теория на системите и еволюционната икономика.
Кенет Боулдинг умира на 18 март 1993 година в Боулдър.